# Graikiko
Graikiko (greacă Γραικικό) este o așezare în Grecia în prefectura Arta. La recensământul din 2001 avea 621 de locuitori.